# Acrididea
Acriidea incluindo o Acridomorpha é uma infraordem de insetos que descreve os gafanhotos (assim também gafanhotos) e cigarrinhas. Ele contém uma grande maioria de espécies na subordem Caelifera e o táxon Acridomorpha também pode ser usado, o que exclui o Tetrigoidea. Ambos os nomes são derivados de textos mais antigos, como Imms, que colocava os "gafanhotos de chifres curtos" e gafanhotos no nível familiar (Acrididae). O estudo das espécies de gafanhotos é chamado de acridologia.

## Acridomorfo
O Orthoptera Species File lista as seguintes superfamílias: a maioria das famílias e espécies pertencem aos Acridoidea.
- Acridoidea (MacLeay, 1821)
- Eumastacoidea Burr, 1899
  - Chorotypidae Stål, 1873
  - Episactidae Burr, 1899
  - Eumastacidae Burr, 1899
  - Euschmidtiidae Rehn, 1948
  - Masticideidae Rehn, 1948
  - Morabidae Rehn, 1948
  - † Promastacidae Kevan & Wighton, 1981
  - Thericleidae Burr, 1899
- †Locustopsoidea Handlirsch, 1906
  - † Bouretidae Martins-Neto, 2001
  - † Eolocustopsidae Riek, 1976
  - † Locustavidae Sharov, 1968
  - † Locustopsidae Handlirsch, 1906
- Pneumoroidea Thunberg, 1810 (monotípico)
- Proscopioidea Serville, 1838 (monotípico)
- Pyrgomorphoidea Brunner von Wattenwyl, 1874 (monotípico)
- Tanaoceroidea Rehn, 1948 (monotípico)
- Trigonopterygoidea Walker, 1870
  - Trigonopterygidae Walker, 1870
  - Xyronotidae Bolívar, 1909